# Lei de Raoult
Na química, a lei de Raoult (pronuncia-se "Raul") é dedicada a François-Marie Raoult (1830-1901) e afirma que a pressão parcial de cada componente em uma solução ideal é dependente da pressão de vapor dos componentes individuais e da fração molar dos mesmos componentes.
Uma vez alcançado o equilíbrio na solução, a pressão de vapor total da solução é:
{\displaystyle \ P_{solucao}=(P_{1})_{puro}X_{1}+(P_{2})_{puro}X_{2}\cdots }
e a pressão de vapor individual ou pressão parcial de cada componente é
{\displaystyle \ P_{i}=(P_{i})_{puro}X_{i}}
onde
- (Pi)puro ou Pi* é a pressão de vapor do componente puro
- Xi é a fração molar do componente na solução

Como consequência, com o aumento do número de componentes em uma solução, a contribuição individual de cada componente na pressão de vapor diminui, já que a fração molar de cada componente diminui a cada acréscimo de um novo componente. Se um soluto puro tem pressão de vapor zero (isto é, não evapora) e é dissolvido em um solvente, a pressão de vapor da solução final (solvente-soluto) será menor que o do solvente puro.
Esta lei é válida estritamente apenas se a ligação entre, por exemplo, as moléculas de diferentes líquidos em uma mistura for qualitativamente igual à ligação entre moléculas  dos próprios líquidos individualmente (que é a condição de uma solução ideal).
Portanto, a comparação entre valores de pressões de vapor reais e valores preditos pela lei de Raoult permite obter informações sobre a força relativa da ligação entre os líquidos presentes na mistura estudada.

Por exemplo, se o valor real for menor que o valor esperado, é porque menos moléculas escaparam da solução líquida para a fase vapor; isto pode ser explicado ao afirmar que a força de ligação entre as moléculas dos diferentes líquidos é mais forte do que a ligação dentro dos próprios líquidos individualmente, de forma que menos moléculas têm energia suficiente para escapar à fase vapor. Se, porém, o valor real é maior que o valor esperado, é porque mais moléculas escaparam para a fase vapor devido à ligação mais fraca entre as diferentes moléculas da mistura.
A partir da Lei de Raoult também é possível observar que em uma solução ideal de dois líquidos voláteis, a pressão de vapor total (em uma dada temperatura) varia linearmente com a composição da solução de P2* a P1* quando X1 varia de 0 a 1.